# Marcos Pereira
Marcos Antônio Pereira (sinh ngày 2 tháng 4 năm 1975) là một cầu thủ bóng đá người Brazil, chơi ở vị trí tiền đạo. Sau khi bắt đầu sự nghiệp cầu thủ tại Internacional de Limeira, ông đã  chuyển đến chơi cho một số câu lạc bộ tại giải vô địch quốc gia Bỉ Belgian Pro League, bao gồm K.V. Mechelen, Sint-Truidense VV., và Royal Antwerp.
Con trai ông Andreas Pereira chơi ở vị tri tiền vệ cho câu lạc bộ Manchester United